# جمال الدين محمد بن أحمد بن عجلان الحسني
جمال الدين محمد بن أحمد بن عجلان الحسني كان شريفًا لمكة بالشراكة مع والده شهاب الدين أبو سليمان أحمد بن عجلان بن رميثة الحسني من عام 1378/1379 إلى عام 1386، ثم مُستقلًّا لبضعة أشهر في عام 1386.
وفي سنة 780 هـ (1378/1379م) عين أحمد بن عجلان ابنه محمد نائبًا للوالي. لم يكن التعيين ذا تأثير كبير، حيث ظل أحمد محتفظًا بالسيطرة الكاملة على شؤون الإمارة. في عام 787 هـ (1385) سجن أحمد أخاه محمد بن عجلان وأقاربه عنان بن مغامس، حسن بن ثقبة، أحمد بن ثقبة بن رميثة بن محمد أبي نمي الحسني، وعلي بن أحمد بن ثقبة. فهرب عنان إلى مصر وشكا إلى السلطان الظاهر برقوق. وأُمر السلطان أحمد بإطلاق سراح الأشراف، لكنه رفض.
وبعد وفاة أحمد بن عجلان في شعبان 788 هـ (سبتمبر 1386م) أصبح محمد بن أحمد أميرًا وحيدًا على مكة، وتولى عمه كبيش دورًا قويًّا. فأرسل محمد إلى الظاهر يخبره بوفاة أبيه ويطلب منه تثبيت إمارته. وقد حصل على الأمر المطلوب والخلعة إما في أواخر شوال أو منتصف ذي القعدة سنة 788 هـ (تشرين الثاني/كانون الأول 1386م).
وبعد عشرة أيام تقريبًا من وفاة أحمد، أمر كبيش بتعمية [الإنجليزية] الأشراف المسجونين. ولما بلغ الظاهر هذا الخبر غضب على محمد وكبيش وقرر أن يسلم الإمارة إلى عنان بن مغامس. أُرسل عنان إلى مكة مع قافلة الحج التي كان يقودها الأمير أقبغا المارديني. وفي يوم الاثنين 1 ذي الحجة 788 هـ (24 كانون الأول 1386م) عندما خرج محمد بن أحمد لاستلام المحمل قتله اثنان من الحشاشين، وعين المارديني عنان أميرًا على مكة. دُفن محمد بن أحمد في مقبرة المعلاة قرب قبر جده عجلان.

## ملحوظات
1. ↑  al-Ghāzī 2009، صفحة 220.
2. ↑  al-Ghāzī 2009، صفحات 222–226.
3. 1 2  al-Ghāzī 2009، صفحات 226–227.
4. ↑  al-Ghāzī 2009، صفحات 228–229.